# Campionato asiatico 2012 (hockey su pista)
Il Campionato asiatico di hockey su pista 2012 è stata la quattordicesima edizione della massima competizione asiatica per le rappresentative di hockey su pista maschili maggiori e fu organizzata dalla CARS. La competizione si svolse dal 28 al 31 ottobre 2012 a Hefei in Cina. 
La vittoria finale è andata alla nazionale di Macao che si è aggiudicata il torneo per l'ottava volta nella sua storia.

## Formula
Il campionato asiatico 2010 vide la partecipazione di tre nazionali asiatiche e di una nazionale dell'Oceania, l'Australia. La manifestazione fu organizzata tramite un girone all'italiana con gare di andata e ritorno; erano assegnati tre punti per l'incontro vinto, un punto a testa per l'incontro pareggiato e zero la sconfitta. Al termine la prima squadra classificata venne proclamata campione d'Asia.

## Squadre partecipanti
| Squadra       | Partecipazioni precedenti al torneo                                               |
| ------------- | --------------------------------------------------------------------------------- |
| Australia     | 1 (2004)                                                                          |
| India         | 13 (1985, 1987, 1989, 1991, 1995, 1997, 1999, 2001, 2004, 2005, 2007, 2009, 2010) |
| Macao         | 11 (1987, 1989, 1991, 1995, 1997, 1999, 2001, 2004, 2005, 2007, 2009)             |
| Taipei cinese | 11 (1987, 1989, 1991, 1995, 1999, 2001, 2004, 2005, 2007, 2009, 2010)             |

Nota bene: nella sezione "partecipazioni precedenti al torneo" le date in grassetto indicano la squadra che ha vinto quell'edizione del torneo

## Svolgimento del torneo

### Classifica finale
| Pos | Squadra       | Pt | G | V | N | P | GF | GS | DG  |
| --- | ------------- | -- | - | - | - | - | -- | -- | --- |
| 1.  | Macao         | 18 | 6 | 6 | 0 | 0 | 77 | 28 | +49 |
| 2.  | India         | 12 | 6 | 4 | 0 | 2 | 43 | 45 | -2  |
| 3.  | Australia     | 6  | 6 | 2 | 0 | 4 | 33 | 52 | -19 |
| 4.  | Taipei cinese | 0  | 6 | 0 | 0 | 6 | 30 | 58 | -28 |

### Risultati
| Data       | Ora | Gara          | Gara  | Gara          |
| ---------- | --- | ------------- | ----- | ------------- |
| 28 ottobre |     | Macao         | 15-7  | Australia     |
| 28 ottobre |     | India         | 13-11 | Taipei cinese |
| 29 ottobre |     | Taipei cinese | 5-11  | Macao         |
| 29 ottobre |     | India         | 7-5   | Australia     |
| 29 ottobre |     | Macao         | 13-6  | India         |
| 29 ottobre |     | Australia     | 7-5   | Taipei cinese |

| Data       | Ora | Gara          | Gara | Gara          |
| ---------- | --- | ------------- | ---- | ------------- |
| 30 ottobre |     | Australia     | 4-16 | Macao         |
| 30 ottobre |     | Taipei cinese | 4-7  | India         |
| 30 ottobre |     | Macao         | 16-2 | Taipei cinese |
| 30 ottobre |     | Australia     | 5-6  | India         |
| 31 ottobre |     | India         | 3-6  | Macao         |
| 31 ottobre |     | Taipei cinese | 3-6  | Australia     |